# Charlie Melancon
Charles Joseph "Charlie" Melançon /məˈlɔːsɔː/, född 3 oktober 1947 i Napoleonville, Louisiana, är en amerikansk demokratisk politiker. Han representerade delstaten Louisianas tredje distrikt i USA:s representanthus 2005–2011.
Melançon utexaminerades 1971 från University of Southwestern Louisiana (numera University of Louisiana at Lafayette). Han var sedan verksam som affärsman.
Kongressledamot Billy Tauzin kandiderade inte till omval i kongressvalet 2004. Melançon besegrade Tauzins son Billy Tauzin III i kongressvalet. Han omvaldes två gånger.
Melançon är bosatt i samma by där han föddes, i Napoleonville.